# Burg Kreppach
Die Burg Kreppach, auch Obersulmetingen genannt, ist eine abgegangene Burg im Gebiet des Weilers Kreppach beim Ortsteil Obersulmetingen der Gemeinde Laupheim im Landkreis Biberach in Baden-Württemberg.
Die nicht mehr genau lokalisierbare Burg der Herren von Sulmetingen wurde Anfang des 14. Jahrhunderts erstmals erwähnt. Die niederadeligen von Sulmetingen, Ministeriale der Grafen von Berg, werden zwischen 1225 und 1528 erwähnt.